# Михаленя, Алексей Аркадьевич
Алексей Аркадьевич Михаленя (бел. Аляксей Аркадзьевіч Міхаленя; 1984, Ельский район, Гомельская область, БССР, СССР,  — 15 или 16 мая 2018, Минск, Белоруссия) — белорусский преступник, убийца, грабитель и рецидивист. В 2002 году, будучи несовершеннолетним, совершил 3 убийства, за что был приговорён к 12 годам лишения свободы.
В 2016 году в Наровле совершил двойное убийство соседей пенсионеров с особой жестокостью, за что в 2017 году был приговорён к смертной казни, в 2018 году расстрелян по приговору суда.

## Биография
Алексей Михаленя родился в 1984 году в Ельском районе Гомельской области. На момент последнего ареста имел неполное среднее образование и являлся безработным.

### Первые преступления и арест
В возрасте 17 лет Михаленя вымогал у соседей деньги на алкоголь. В октябре 2002 года несовершеннолетний Михаленя и его сверстник выпили спиртное и задумали забрать деньги у знакомого пенсионера. Они выбили окно в его доме и ограбили. На следующий день потерпевший решил поговорить с подростком, но пьяный Михаленя ударил его деревянной скалкой.
Спустя неделю Михаленя и его 19-летний приятель решили тихо обокрасть соседей пенсионеров. Ночью выставили стёкла и проникли в дом, но разбудили хозяев мужа и жену. Один из преступников ударил пенсионера лопатой по голове, затем убили обоих потерпевших, нанеся удары кулаками, ногами и заточкой из сварочного электрода. На следующий день преступники решили замести следы и вернулись на место убийства. Смыли следы крови, тела завернули в одеяла, на металлической тачке вывезли к реке Припять и сбросили их в воду. Перед этим привязали к ним керамические дренажные трубы, чтобы тела не всплыли.
Вскоре Михаленя с сообщником приехали в Мозырский район, где совершили нападение на случайно встреченного 67-летнего грибника. Его избили и ограбили, после чего Михаленя вонзил нож в шею. Ещё живого сельчанина забросали ветками и оставили на дне оврага (через несколько дней он скончался в больнице).
Вскоре преступники совершили разбойное нападение на магазин в деревне Провтюки Мозырского района. Избили продавщицу и забрали наличные деньги из кассы. Группа охотников, увидев это, стали стрелять из ружей в воздух, из-за чего преступники выбежали из магазина через запасной выход, на их след вышли собаки охотников. Родственник потерпевшей, узнав о нападении, погнался за преступниками на мотоцикле, выстрелил из ружья в воздух и сдал их в милицию.

### Расследование и суд
Тем временем родственники первых двух убитых пенсионеров беспокоились из-за их исчезновения. Старший следователь-криминалист областной прокуратуры Николай Митрахович и старший следователь Мозырской межрайпрокуратуры Игорь Шнитков нашли признаки совершённого преступления. Среди них — едва различимые следы капель крови в доме.
Судебно-биологическая экспертиза подтвердила, что на обоях, лопате, топорище, мебели мужская и женская кровь. Правоохранители изучили круг общения пропавших. Особое внимание уделили тем, с кем отношения у пенсионеров не складывались. В круг подозреваемых попал задержанный за разбой Михаленя. Следователям удалось получить признательные показания об убийстве от Алексея и двух других фигурантов уголовного дела.
Для поиска тел привлекли водолазов, которые прочесали дно Припяти на протяжении пяти километров вниз по течению. Удалось найти только красное одеяло, в которое, по словам подозреваемых, было завёрнуто одно из тел. Предположили, что погибших стариков спрятали на закрытой от посторонних территории — в Полесском государственном радиационно-экологическом заповеднике. Однако и там не обнаружили.
Так как во время следствия тела погибших не были найдены, необходимо было определить, кому принадлежит обнаруженная в доме кровь. Провели дополнительные экспертизы. ДНК сына хозяина домовладения совпала с обнаруженными образцами. Тщательно изучили вещи пропавшей пенсионерки. В итоге эксперты заключили, что обнаруженная в кухне, на топорище и на лопате кровь могла принадлежать пропавшей без вести женщине.
Следствие по факту исчезновения продолжалось около года. Было опрошено более полусотни свидетелей, проведено множество различных экспертиз. Дополнительно раскрыты девять тяжких преступлений, совершённых в Наровлянском, Лельчицком и Мозырском районах. В ходе следствия тела пропавших пенсионеров так и не были найдены. Но это не помешало вынести вердикт.
В 2004 году суд в открытом выездном заседании в Мозыре приговорил 19-летнего сообщника Михалени к 25 годам лишения свободы, а самого Алексея Михаленю и ещё одного несовершеннолетнего на момент совершения преступлений сообщника — к 12 годам лишения свободы. Через несколько месяцев после вынесения приговора река Припять вынесла на берег человеческие останки. Генетическая экспертиза подтвердила, что останки принадлежат первым двум убитым и пропавшим пенсионерам. Однако Михаленя и его сообщники уже находились в местах лишения свободы.
Осенью 2014 года Михаленя вышел на свободу, однако вскоре был осуждён на 1,5 года за кражу. Михаленя вышел на свободу в конце февраля 2016 года (по разным данным он освободился 27 или 28 февраля).

### Двойное убийство Фатеевых
4 марта 2016 года в Наровле по просьбе своего отца Аркадия Михалени Алексей пришёл к соседке за ножницами, хотел подстричь отца. Однако у неё ножниц не было. Тогда он пришёл к соседям пенсионерам 61-летнему Виктору Фатееву и его сестре 59-летней Раисе. Михаленя целый день выпивал с другом, поэтому уже находился в состоянии алкогольного опьянения. На суде преступник рассказал, что Виктор Фатеев якобы сам напал на него с кулаками. Раиса также якобы принимала участие в драке, пыталась ударить Алексея палкой, но попадала по брату. По рассказу Михалени, он вырвался из рук пенсионеров и попросил их успокоиться. Виктор будто бы намеревался пойти к отцу Алексея и поэтому вышел во двор. Завидев фары проезжавшего мимо автомобиля, он бросился за ним, призывая на помощь. Однако Михаленю такой поворот совершенно не устраивал: «Я только что освободился, поэтому не хотел встречаться с милицией». Он дважды ударил мужчину кулаком в живот. Женщина тоже пыталась спастись бегством, поэтому Михаленя стал избивать и её. Он наносил удары кулаками, палкой и ножом, метался между потерпевшими, когда те пытались убежать. Когда Виктор уполз за угол дома, Алексей добил его палкой. Когда Раиса стала подавать признаки жизни, Михаленя с силой толкнул её на лавочку, от чего женщина врезалась в подоконник, откуда посыпались гвозди. Преступник выколол женщине глаза гвоздями. В общей сложности Михаленя нанёс потерпевшим около 55 ударов (Виктору — 22 удара, Раисе — не менее 30), большинство из них — в область головы. После убийства Алексей сбросил тело женщины в подвал дома, а тело мужчины — в огороде. После убийства преступник вернулся домой и смыл следы крови.

### Последний арест, расследование и суд
Утром 5 марта племянник убитых обнаружил тело Раисы Фатеевой в подвале дома. Прибывшие на место оперативники нашли в огороде тело её брата Виктора. Правоохранительные органы быстро установили убийцу. Михаленя собирался покинуть Наровлю и уехать на заработки в Россию. В тот же день Михаленя написал явку с повинной. Активно сотрудничал со следствием. Было установлено, что обвиняемый страдал от лёгкой умственной отсталости и хронического алкоголизма. Он продолжал настаивать на том, что убитые пенсионеры сами якобы напали на него, и ему пришлось защищаться. Однако окурок, изъятый из дома жертв, со следами ДНК Виктора и Алексея, опровергает эту версию, т. к. убитый и убийца успели вдвоем выкурить сигарету.
Судебный процесс начался 8 февраля 2017 года и проходил на выездном заседании Гомельского областного суда в Наровле. Михалене были предъявлены обвинения по п.1, 6, 16 ч.2 ст.139 УК РБ (убийство двух человек, совершённое с особой жестокостью лицом, ранее совершившим убийство). Обвиняемый признал вину частично и выглядел равнодушным. 1 марта прокурор запросил для подсудимого смертную казнь. 17 марта 2017 года Гомельский областной суд признал Алексея Михаленю виновным в двойном убийстве и приговорил к исключительной мере наказания — смертной казни через расстрел. Также суд постановил взыскать с обвиняемого в пользу потерпевших компенсацию морального вреда в размере 50 тысяч рублей. Сам преступник назвал такой приговор заслуженным.
«Сожаление о том, что случилось, конечно, есть, но сейчас мне это не поможет. Спрыгивать с высшей меры на пожизненное, я думаю, не стоит. Пускай лучше сразу дадут расстрел. Я сам себе не могу дать объяснений, почему так поступил».
Это оказался первый смертный приговор в Беларуси, вынесенный в 2017 году.
30 июня 2017 года состоялось рассмотрение апелляционной жалобы осуждённого в Верховном суде Белоруссии. В материалах судебной экспертизы были зафиксированы многочисленные телесные повреждения на теле самого убийцы: разбиты лицо и нос, гематомы на спине. На эти обстоятельства суд первой инстанции не обратил внимания, эксперт не был допрошен в процессе. Михаленя подверг сомнению заключение медиков о своем алкогольном состоянии, сообщив, что дул в трубку дважды с интервалом в несколько часов, однако первого, нейтрального заключения, в деле не было. В своём слове Михаленя заявил, что раскаивается в совершенном преступлении, просил прощения у потерпевших по делу, утверждал, что мог бы отдать жизнь, чтобы вернуть убитых. Он просил учесть, что неприязненных отношений к убитым у него не было, а затем долго и подробно рассказывал суду об обстоятельствах того дня, пока его не стали перебивать вопросами судьи.
«Высокий суд! Мне противно, стыдно и страшно. Позвольте жить хотя бы взаперти», 
 — завершил своё выступление Михаленя. Верховный суд оставил приговор в силе.
1 февраля 2018 года Комитет по правам человека ООН подтвердил регистрацию индивидуального обращения Алексея Михалени. Автором обращения являлся отец приговорённого Аркадий Михаленя. В ответ на обращение комитет попросил белорусские власти отложить исполнение приговора в отношении Михалени, пока дело находилось на рассмотрении.

### Исполнение приговора
29 мая 2018 года приговорённый к смертной казни Вячеслав Сухарко во время рассмотрения апелляций в Верховном суде сообщил об исполнении приговора в отношении Алексея Михалени. По его словам, в СИЗО №1 в Минске, где они сидели в ожидании казни, Михаленю увели из камеры в ночь с 15 на 16 мая, больше он не вернулся.
В ноябре того же года были казнены Игорь Гершанков и Семён Бережной, чьи жалобы также находились на рассмотрении в комитете по правам человека.
В сентябре 2021 года КПЧ ООН опубликовал своё решение, где выявил нарушения в деле Михалени. Комитет пришел к выводу, что право Михалени на жизнь было нарушено согласно статье 6 Пакта о гражданских и политических правах, поскольку он был приговорён к смертной казни в результате несправедливого суда.